# Kolleg Vilnius
Das Kolleg Vilnius (lit. Vilniaus kolegija) ist eine staatliche Hochschule in der litauischen Hauptstadt Vilnius.
Das Kolleg hat 8 Fakultäten. Die Hochschule entstand aus mehreren höheren Schulen der Stadt. Das Kolleg hat 7.500 Studenten und über 1.000 Mitarbeiter, davon 465 Unterrichtende.

## Struktur

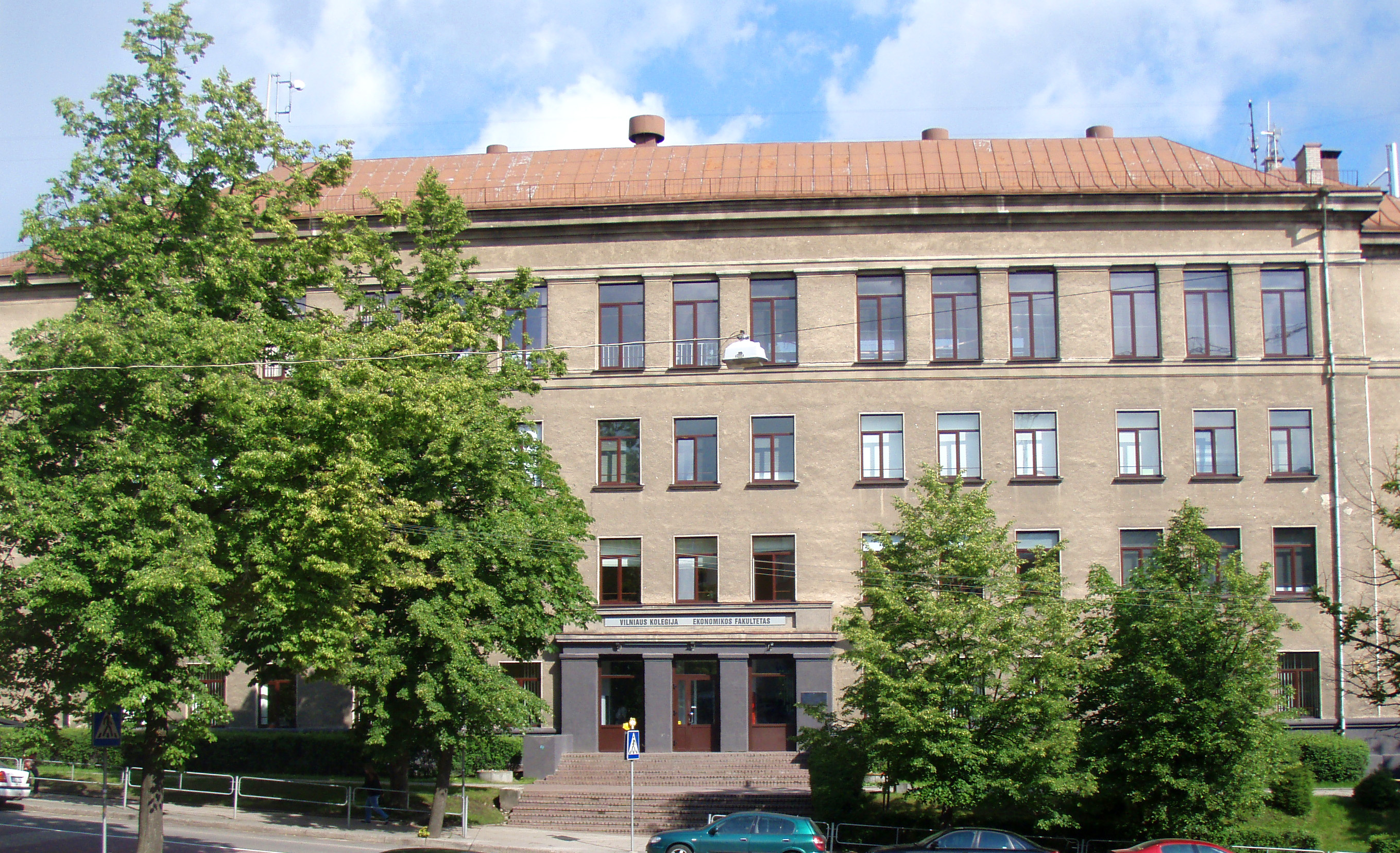
Wirtschaftsfakultät in Naujamiestis
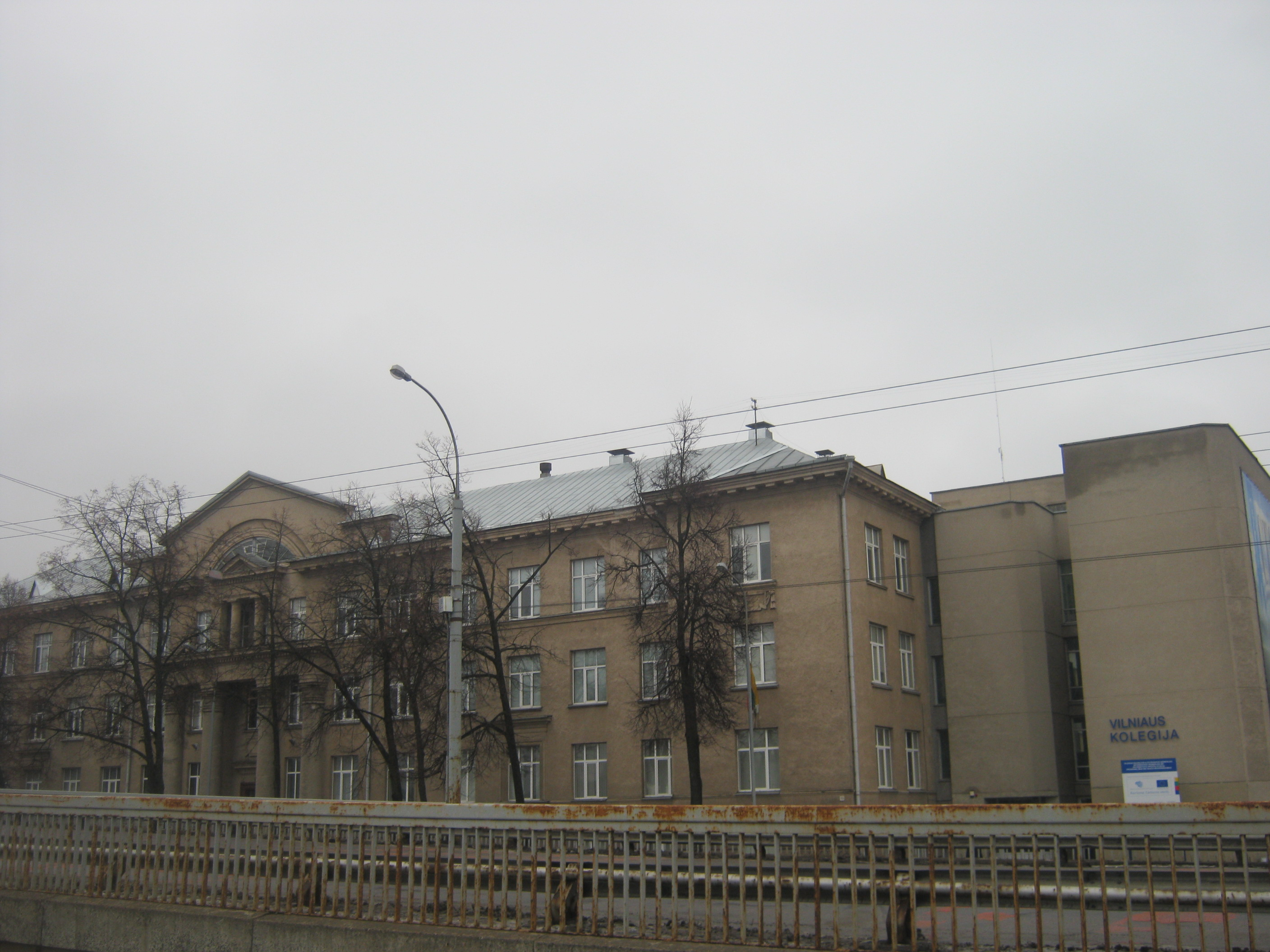
Fakultät für Informatik und Elektronik

Es gibt 8 Fakultäten:
- Elektronik und Informatik
- Wirtschaft
- Business Management
- Gesundheitswissenschaften
- Pädagogik
- Design und Technology
- Kunst
- Agrarwissenschaften

## Geschichte
Am 1. September 2000 wurde das Kolleg Vilnius gegründet. Das Bildungsministerium Litauens reorganisierte 2000 drei höhere Schulen in Vilnius: Schule für Elektronik, Schule für Wirtschaft und Handelsschule. 2001 wurden noch die Medizinschule Vilnius und die Agrarschule Buivydiškės (ehemaliges Technikum in Antaviliai) miteingeschlossen. 2002 kamen die Pädagogische Schule Vilnius und die Technologische Schule Vilnius dazu, 2003 das Bekleidungsstudienzentrum und die Schule für Leichtindustrie Vilnius mit dem Zentrum für Studien der Technologie.